# Medagliati olimpici nel canottaggio femminile
Elenco delle vincitrici di medaglia olimpica nel canottaggio.

## Albo d'oro

### Singolo (1x)
| Edizione                                              | Oro                                                   | Argento                                  | Bronzo                                   |
| ----------------------------------------------------- | ----------------------------------------------------- | ---------------------------------------- | ---------------------------------------- |
| Montréal 1976                                         | Christine Scheiblich                                  | Joan Lind                                | Elena Antonova                           |
| Mosca 1980                                            | Sanda Toma                                            | Antonina Machina                         | Martina Schröter                         |
| Los Angeles 1984                                      | Valeria Răcilă                                        | Charlotte Geer                           | Ann Haesebrouck                          |
| Seul 1988                                             | Jutta Behrendt                                        | Anne Marden                              | Magdalena Georgieva                      |
| Barcellona 1992                                       | Elisabeta Lipă                                        | Annelies Bredael                         | Silken Laumann                           |
| Atlanta 1996                                          | Kacjaryna Khadatovich                                 | Silken Laumann                           | Trine Hansen                             |
| Sydney 2000                                           | Kacjaryna Karstėn                                     | Rumjana Nejkova                          | Katrin Rutschow-Stomporowski             |
| Atene 2004                                            | Katrin Rutschow-Stomporowski                          | Kacjaryna Karstėn                        | Rumjana Nejkova                          |
| Pechino 2008                                          | Rumjana Nejkova                                       | Michelle Guerette                        | Kacjaryna Karstėn                        |
| Londra 2012                                           | Miroslava Knapková                                    | Fie Udby Erichsen                        | Kim Crow                                 |
| Rio de Janeiro 2016                                   | Kim Crow-Brennan                                      | Genevra Stone                            | Duan Jingli                              |
| Tokyo 2020                                            | Emma Twigg                                            | Anna Prakačen'                           | Magdalena Lobnig                         |
| Parigi 2024                                           | Karolien Florijn                                      | Emma Twigg                               | Viktorija Senkute                        |
| Atleta meglio premiato: Kacjaryna Khadatovich (2/1/1) | Atleta meglio premiato: Kacjaryna Khadatovich (2/1/1) | Nazione meglio premiata: Romania (3/0/0) | Nazione meglio premiata: Romania (3/0/0) |

### Due di coppia (2x)
| Edizione                                       | Oro                                                             | Argento                                              | Bronzo                                                       |
| ---------------------------------------------- | --------------------------------------------------------------- | ---------------------------------------------------- | ------------------------------------------------------------ |
| Montréal 1976                                  | Bulgaria Svetla Ocetova - Zdravka Jordanova                     | Germania Est Sabine Jahn - Petra Boesler             | Unione Sovietica Eleonora Kaminskaitė - Genovaitė Ramoškienė |
| Mosca 1980                                     | Unione Sovietica Alena Chlopcava - Larisa Popova                | Germania Est Cornelia Linse - Heidi Westphal         | Romania Olga Homeghi - Valeria Răcilă                        |
| Los Angeles 1984                               | Romania Elisabeta Oleniuc - Marioara Popescu                    | Paesi Bassi Greet Hellemans - Nicolette Hellemans    | Canada Danièle Laumann - Silken Laumann                      |
| Seul 1988                                      | Germania Est Birgit Peter - Martina Schröter                    | Romania Elisabeta Lipă - Veronica Cogeanu            | Bulgaria Violeta Ninova - Stefka Madina                      |
| Barcellona 1992                                | Germania Kerstin Köppen - Kathrin Boron                         | Romania Veronica Cochelea - Elisabeta Lipă           | Cina Gu Xiaoli - Lu Huali                                    |
| Atlanta 1996                                   | Canada Kathleen Heddle - Marnie McBean                          | Cina Zhang Xiuyun - Cao Mianying                     | Paesi Bassi Irene Eijs - Eeke van Nes                        |
| Sydney 2000                                    | Germania Jana Thieme - Kathrin Boron                            | Paesi Bassi Pieta van Dishoeck - Eeke van Nes        | Lituania Birutė Šakickienė - Kristina Poplavskaja            |
| Atene 2004                                     | Nuova Zelanda Georgina Evers-Swindell - Caroline Evers-Swindell | Germania Peggy Waleska - Britta Oppelt               | Gran Bretagna Sarah Winckless - Elise Laverick               |
| Pechino 2008                                   | Nuova Zelanda Georgina Evers-Swindell - Caroline Evers-Swindell | Germania Annekatrin Thiele - Christiane Huth         | Gran Bretagna Elise Laverick - Anna Bebington                |
| Londra 2012                                    | Gran Bretagna Anna Watkins - Katherine Grainger                 | Australia Kim Crow - Brooke Pratley                  | Polonia Magdalena Fularczyk - Julia Michalska                |
| Rio de Janeiro 2016                            | Polonia Magdalena Fularczyk-Kozłowska - Natalia Madaj           | Gran Bretagna Victoria Thornley - Katherine Grainger | Lituania Donata Vištartaitė - Milda Valčiukaitė              |
| Tokyo 2020                                     | Romania Ancuța Bodnar - Simona Radiș                            | Nuova Zelanda Brooke Donoghue - Hannah Osborne       | Paesi Bassi Roos de Jong - Lisa Scheenaard                   |
| Parigi 2024                                    | Nuova Zelanda Brooke Francis - Lucy Spoors                      | Romania Ancuța Bodnar - Simona Radiș                 | Gran Bretagna Mathilda Hodgkins-Byrne - Becky Wilde          |
| Nazione meglio premiata: Nuova Zelanda (3/1/0) |                                                                 |                                                      |                                                              |

### Quattro di coppia (4x)
| Edizione                                  | Oro           | Argento          | Bronzo            |
| ----------------------------------------- | ------------- | ---------------- | ----------------- |
| Montréal 1976                             | Germania Est  | Unione Sovietica | Romania           |
| Mosca 1980                                | Germania Est  | Unione Sovietica | Bulgaria          |
| Los Angeles 1984                          | Romania       | Stati Uniti      | Danimarca         |
| Seul 1988                                 | Germania Est  | Unione Sovietica | Romania           |
| Barcellona 1992                           | Germania      | Romania          | Squadra Unificata |
| Atlanta 1996                              | Germania      | Ucraina          | Canada            |
| Sydney 2000                               | Germania      | Gran Bretagna    | Russia            |
| Atene 2004                                | Germania      | Gran Bretagna    | Australia         |
| Pechino 2008                              | Cina          | Gran Bretagna    | Germania          |
| Londra 2012                               | Ucraina       | Germania         | Stati Uniti       |
| Rio de Janeiro 2016                       | Germania      | Paesi Bassi      | Polonia           |
| Tokyo 2020                                | Cina          | Polonia          | Australia         |
| Parigi 2024                               | Gran Bretagna | Paesi Bassi      | Germania          |
| Nazione meglio premiata: Germania (5/1/2) |               |                  |                   |

### Due senza (2-)
| Edizione                                 | Oro                                             | Argento                                            | Bronzo                                                |
| ---------------------------------------- | ----------------------------------------------- | -------------------------------------------------- | ----------------------------------------------------- |
| Montréal 1976                            | Bulgaria Sijka Kelbečeva - Stojanka Grujčeva    | Germania Est Angelika Noack - Sabine Dähne         | Germania Ovest Edith Eckbauer - Thea Einöder          |
| Mosca 1980                               | Germania Est Ute Steindorf - Cornelia Klier     | Polonia Małgorzata Dłużewska - Czesława Kościańska | Bulgaria Sijka Kelbečeva - Stojanka Grujčeva-Kubatova |
| Los Angeles 1984                         | Romania Rodica Puşcatu-Arba - Elena Horvat      | Canada Elizabeth Craig - Tricia Smith              | Germania Ovest Ellen Becker - Iris Völkner            |
| Seul 1988                                | Romania Rodica Puşcatu-Arba - Olga Homeghi      | Bulgaria Radka Stojanova - Lalka Berberova         | Nuova Zelanda Nikki Payne - Lynley Hannen             |
| Barcellona 1992                          | Canada Kathleen Heddle - Marnie McBean          | Germania Ingeburg Schwerzmann - Stefani Werremeier | Stati Uniti Stephanie Pierson - Anna Seaton           |
| Atlanta 1996                             | Australia Megan Still - Kate Slatter            | Stati Uniti Karen Kraft - Melissa Schwen           | Francia Christine Gosse - Helene Cortin               |
| Sydney 2000                              | Romania Georgeta Damian - Doina Ignat           | Australia Kate Slatter - Rachael Taylor            | Stati Uniti Karen Kraft - Melissa Ryan                |
| Atene 2004                               | Romania Georgeta Damian - Viorica Susanu        | Gran Bretagna Katherine Grainger - Cath Bishop     | Bielorussia Julija Bičyk - Natallja Helach            |
| Pechino 2008                             | Romania Georgeta Damian - Viorica Susanu        | Cina Wu You - Gao Yulan                            | Bielorussia Julija Bičyk - Natallja Helach            |
| Londra 2012                              | Gran Bretagna Helen Glover - Heather Stanning   | Australia Kate Hornsey - Sarah Tait                | Nuova Zelanda Juliette Haigh - Rebecca Scown          |
| Rio de Janeiro 2016                      | Gran Bretagna Helen Glover - Heather Stanning   | Nuova Zelanda Genevieve Behrent - Rebecca Scown    | Danimarca Hedvig Rasmussen - Anne Dsane Andersen      |
| Tokyo 2020                               | Nuova Zelanda Grace Prendergast - Kerri Gowler  | ROC Vasilisa Stepanova - Elena Orjabinskaja        | Canada Caileigh Filmer - Hillary Janssens             |
| Parigi 2024                              | Paesi Bassi Ymkje Clevering - Veronique Meester | Romania Ioana Vrînceanu - Roxana Anghel            | Australia Jessica Morrison - Annabelle McIntyre       |
| Nazione meglio premiata: Romania (5/1/0) |                                                 |                                                    |                                                       |

### Quattro senza (4-)
| Edizione                                                   | Oro         | Argento       | Bronzo        |
| ---------------------------------------------------------- | ----------- | ------------- | ------------- |
| Barcellona 1992                                            | Canada      | Stati Uniti   | Germania      |
| Evento non incluso nel programma olimpico dal 1996 al 2016 |             |               |               |
| Tokyo 2020                                                 | Australia   | Paesi Bassi   | Irlanda       |
| Parigi 2024                                                | Paesi Bassi | Gran Bretagna | Nuova Zelanda |
| Nazione meglio premiata: Paesi Bassi (1/1/0)               |             |               |               |

### Otto con (8+)
| Edizione                                 | Oro          | Argento          | Bronzo        |
| ---------------------------------------- | ------------ | ---------------- | ------------- |
| Montréal 1976                            | Germania Est | Unione Sovietica | Stati Uniti   |
| Mosca 1980                               | Germania Est | Unione Sovietica | Romania       |
| Los Angeles 1984                         | Stati Uniti  | Romania          | Paesi Bassi   |
| Seul 1988                                | Germania Est | Romania          | Cina          |
| Barcellona 1992                          | Canada       | Romania          | Germania      |
| Atlanta 1996                             | Romania      | Canada           | Bielorussia   |
| Sydney 2000                              | Romania      | Paesi Bassi      | Canada        |
| Atene 2004                               | Romania      | Stati Uniti      | Paesi Bassi   |
| Pechino 2008                             | Stati Uniti  | Paesi Bassi      | Romania       |
| Londra 2012                              | Stati Uniti  | Canada           | Paesi Bassi   |
| Rio de Janeiro 2016                      | Stati Uniti  | Gran Bretagna    | Romania       |
| Tokyo 2020                               | Canada       | Nuova Zelanda    | Cina          |
| Parigi 2024                              | Romania      | Canada           | Gran Bretagna |
| Nazione meglio premiata: Romania (4/3/3) |              |                  |               |

### Due di coppia (2x) pesi leggeri
| Edizione                                 | Oro                                                   | Argento                                     | Bronzo                                             |
| ---------------------------------------- | ----------------------------------------------------- | ------------------------------------------- | -------------------------------------------------- |
| Atlanta 1996                             | Romania Constanța Pipotă-Burcică - Camelia Macoviciuc | Stati Uniti Teresa Bell - Lindsay Burns     | Australia Virginia Lee - Rebecca Joyce             |
| Sydney 2000                              | Romania Constanța Pipotă-Burcică - Angela Alupei      | Germania Valerie Viehoff - Claudia Blasberg | Stati Uniti Christine Collins - Sarah Garner       |
| Atene 2004                               | Romania Constanța Pipotă-Burcică - Angela Alupei      | Germania Daniela Reimer - Claudia Blasberg  | Paesi Bassi Kirsten van der Kolk - Marit van Eupen |
| Pechino 2008                             | Paesi Bassi Kirsten van der Kolk - Marit van Eupen    | Finlandia Minna Nieminen - Sanna Stén       | Canada Tracy Cameron - Melanie Kok                 |
| Londra 2012                              | Gran Bretagna Katherine Copeland - Sophie Hosking     | Cina Xu Dongxiang - Huang Wenyi             | Grecia Christina Giazitzidou - Alexandra Tsiavou   |
| Rio de Janeiro 2016                      | Paesi Bassi Ilse Paulis - Maaike Head                 | Canada Lindsay Jennerich - Patricia Obee    | Cina Huang Wenyi - Pan Feihong                     |
| Tokyo 2020                               | Italia Valentina Rodini - Federica Cesarini           | Francia Laura Tarantola - Claire Bové       | Paesi Bassi Marieke Keijser - Ilse Paulis          |
| Parigi 2024                              | Gran Bretagna Emily Craig - Imogen Grant              | Romania Gianina Beleagă - Ionela Cozmiuc    | Grecia Dimitra Kontou - Zoi Fitsiou                |
| Nazione meglio premiata: Romania (3/1/0) |                                                       |                                             |                                                    |

### Quattro con (4+)
| Edizione                                      | Oro          | Argento  | Bronzo           |
| --------------------------------------------- | ------------ | -------- | ---------------- |
| Montréal 1976                                 | Germania Est | Bulgaria | Unione Sovietica |
| Mosca 1980                                    | Germania Est | Bulgaria | Unione Sovietica |
| Los Angeles 1984                              | Romania      | Canada   | Australia        |
| Seul 1988                                     | Germania Est | Cina     | Romania          |
| Nazione meglio premiata: Germania Est (3/0/0) |              |          |                  |